# وانغ يو تزاو
وانغ يو تزاو ويُعرف أيضًا باسم جيمي وانغ (من مواليد 8 فبراير 1985)، هو لاعب تنس محترف سابق من تايوان. كان وانغ اللاعب الأعلى تصنيفًا من تايوان ( قبل صعود ين هسون لو). يلعب وانغ بيده اليمنى ويبلغ طوله 5 أقدام و10 بوصات ويزن 141 رطلاً، وهو معروف بمظهره المميز المتمثل في ارتداء قبعة بيسبول بيضاء يرتديها للخلف.

## وصلات خارجية
- وانغ يو تزاو على موقع رابطة محترفي التنس (الإنجليزية)
- وانغ يو تزاو على موقع الاتحاد الدولي لكرة المضرب (الإنجليزية)
- وانغ يو تزاو على موقع كأس ديفيز (الإنجليزية)
- وانغ يو تزاو على موقع خلاصة التنس.كوم (الإنجليزية)